# Panicum curviflorum
Panicum curviflorum är en gräsart som beskrevs av Jens Wilken Hornemann. Panicum curviflorum ingår i släktet vipphirser, och familjen gräs. Inga underarter finns listade i Catalogue of Life.